# Annie Get Your Gun (1950)
Annie Get Your Gun är en amerikansk musikalfilm från 1950, som handlar om Annie Oakley och Frank Butler.
Betty Hutton spelade huvudrollen som prickskytten Annie Oakley, och rollen som Frank Butler spelades av Howard Keel. Filmen byggde på Irving Berlins Broadwaysuccé, och regisserades av George Sidney. Många av filmens sånger har blivit evergreens, bland andra Anything You Can Do, Doin' What Comes Natur'lly, You Can't Get a Man With a Gun och The Girl That I Marry (på svenska Den flickan skall bära mitt efternamn).

## Handling
Annie Oakley kan varken läsa eller skriva men är en toppenskytt. När Buffalo Bills show kommer till staden utmanar skarpskytten Frank alla i staden och Annie ställer upp. Aldrig har de hört talas om en kvinna som kan skjuta så bra och hon får följa med showen på turné. Frank är en riktig karlakarl och Annie förälskar sig i honom.

## Rollista i urval
- Betty Hutton – Annie Oakley
- Howard Keel – Frank Butler
- Louis Calhern – Col. Buffalo Bill Cody
- J. Carrol Naish – Hövding Sitting Bull
- Edward Arnold – Pawnee Bill
- Keenan Wynn – Charlie Davenport
- Benay Venuta – Dolly Tate
- Clinton Sundberg – Foster Wilson

Dessa skådespelare var de enda vars namn listades i förtexterna, utöver dem tillkommer flera småroller med andra skådespelare.